# Lanard Copeland
Lanard Copeland (* 16. Juli 1965 in Atlanta) ist ein ehemaliger US-amerikanisch-australischer Basketballspieler.

## Werdegang
Copeland war von 1985 bis 1989 Basketballspieler und Student an der Georgia State University. Nachdem er in der Saison 1988/89 mit 15,3 Punkten je Begegnung bester Korbschütze der Hochschulmannschaft gewesen war, gelang ihm der Sprung in die NBA. Er bestritt in der Saison 1989/90 23 Spiele für die Philadelphia 76ers (3,2 Punkte/Spiel).
Nach Stationen in zwei anderen US-Ligen (Continental Basketball Association und United States Basketball League) und zehn weiteren NBA-Einsätzen für die Los Angeles Clippers wechselte Copeland zu den Melbourne Tigers nach Australien in die National Basketball League (NBL). Bis auf eine zwischenzeitliche Rückkehr in die CBA spielte Copeland bis zum Ende seiner Laufbahn 2008 in Australien. 1993 und 1997 wurde er mit Melbourne NBL-Meister. 1997 wurde er als bester Spieler der NBL-Endrunde ausgezeichnet. Copeland bestritt insgesamt 532 Spiele in der NBL und erzielte 10 735 Punkte und 1242 Dreipunktewürfe. Seinen besten Saisonpunkteschnitt erreichte er im Spieljahr 1992 mit 28,1 je Begegnung. 2019 wurde er in die Ruhmeshalle des australischen Basketballverbands aufgenommen.
Copeland, der die australische Staatsbürgerschaft annahm, blieb nach seiner Spielerzeit in Australien. Er übte das Traineramt bei den Sunbury Jets und den Hume City Broncos aus. 2016 wurde er Assistenztrainer bei den Sydney Kings. Für die Mannschaft arbeitete er bis 2019 und war dann 2020 bis Januar 2022 Cheftrainer der Altona Gators. Für den Verein Melbourne United wurde Copeland in der Nachwuchsarbeit tätig. Für den australischen Ableger des Fernsehsenders ESPN kommentierte er NBL-Spiele.